# Sciara conjuncta
Sciara conjuncta är en tvåvingeart som beskrevs av Frederick Askew Skuse 1890. Sciara conjuncta ingår i släktet Sciara och familjen sorgmyggor. Inga underarter finns listade i Catalogue of Life.